# Spiegelschrift
Spiegelschrift is (al dan niet handgeschreven) tekst in spiegelbeeld, dus zodanig dat, wanneer hij in een spiegel wordt bekeken, eruitziet als normale tekst. Meestal wordt gespiegeld om een verticale as.
In spiegelschrift worden niet alleen de volgorde van de letters omgedraaid, maar ook de letters zelf. De d wordt dan geschreven als b. Hetzelfde geldt voor de kleine letters p en q.
De hoofdletters A, H, I, M, O, T, U, V, W, X en Y hebben in de meeste lettertypen bij een verticale spiegelas een spiegelbeeld dat gelijk is aan de letter zelf. Bij kleine letters komt dat voor bij de i, o, u, v, w en de x. Bij een horizontale spiegelas geldt dit min of meer voor C, E, H, I, K, O, X, c, o en x.
Cursieve letters, zoals in handschrift, kunnen nooit identiek zijn aan hun eigen spiegelbeeld.

## Da Vinci
Leonardo da Vinci gebruikte in zijn met de hand geschreven werk spiegelschrift. De reden daarvan is niet bekend. Het kan zijn dat hij op deze manier zijn werk moeilijker leesbaar wilde maken, als een soort geheimschrift, al vonden tijdgenoten zijn handschrift met een spiegel makkelijk te lezen. Hij was echter linkshandig en het kan zijn dat hij het schrijven in spiegelschrift makkelijker vond dan rechts- of linkshandig te schrijven in normaal schrift. Bij linkshandigen leidt het "normaal" schrijven met inkt namelijk veel tot vlekken, indien niet een moeizame schrijfhouding wordt aangenomen door de schrijver.